# Causalité (biologie)
Pour les articles homonymes, voir Causalité (homonymie).
En biologie, la causalité est un phénomène reflétant une relation entre deux événements où l’un influence la probabilité d’occurrence de l’autre. C’est l’un des postulats de base au sein de systèmes complexes.
En épidémiologie les Critères de Hill visent à faciliter l'établissement d'un lien de cause à effet.